# فوتبال در عربستان سعودی
فوتبال پرطرفدارترین ورزش در عربستان سعودی است. این ورزش در این کشور توسط فدراسیون فوتبال عربستان سعودی اداره می‌شود که در سال ۱۹۵۶ تأسیس شد.